# Echinuria uncinata
Echinuria uncinata (Synonym:  Acuaria uncinata) ist ein parasitischer Fadenwurm (Nematoda) aus der Familie Acuariidae, der vor allem Wasservögel befällt. Der Parasit siedelt sich hauptsächlich im Ösophagus, Drüsenmagen und Muskelmagen seiner Wirte an und löst eine Echinuriose aus.

## Merkmale
Echinuria uncinata ist ein Fadenwurm mit einer Länge von etwa 8 bis 18 Millimetern. Die Weibchen sind dabei mit einer Länge von 12 bis 18 Millimeter deutlich größer als die Männchen, die etwa 10 Millimeter lang werden. Das Vorderende des Wurms ist dorsal und ventral mit je zwei Rippen versehen, die sich im Bereich des Ösophagus zu Paaren vereinigen. Auf der Rückenseite befinden sich zwei Reihen von gattungstypischen Dornen, die bis in die Nähe des Schwanzendes verlaufen. Diese stellen ein wichtiges Merkmal zur Unterscheidung zur Gattung Dispharynx dar. Bei Männchen gibt es vier Papillenpaare vor der Kloake, die in Zweiergruppen auf beiden Seiten angeordnet sind, sowie vier Paare hinter der Kloake. Das linke Spiculum ist 3- bis 4-mal länger als das rechte.
Die dickschaligen Eier sind oval mit Abmessungen von 28 bis 37 Mikrometern Länge und 17 bis 23 Mikrometern Breite, in ihren befinden sich die Embryonen der Fadenwürmer.

## Verbreitung
Infektionen mit Echinuria uncinata wurden bei wildlebenden und domestizierten Wasservögeln weltweit nachgewiesen. Ihre larvalen Lebensstadien befinden sich in verschiedenen Zwischenwirten im Süßwasser während die adulten Tiere in Wasservögeln leben. Die globale Verbreitung wird durch den Vogelzug und die weltweite Verbreitung geeigneter Zwischenwirte begünstigt.

## Lebensweise und Lebenszyklus

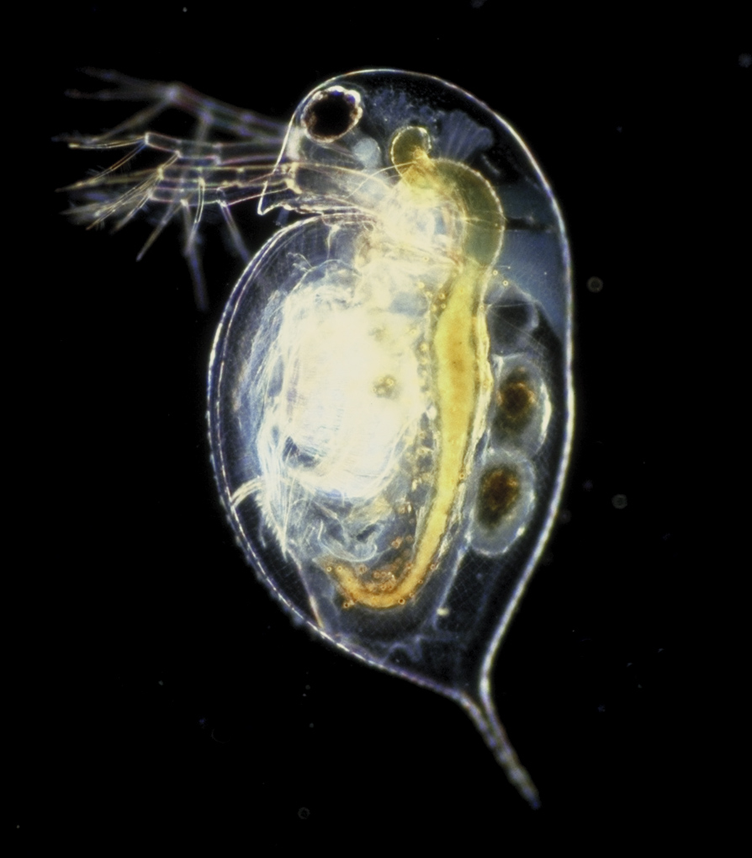
Kleinkrebse wie Daphnia pulex sind Zwischenwirte und Überträger für Echinuria uncinata.

Echinuria uncinata ist ein parasitischer Fadenwurm, der als ausgewachsener Wurm in der Speiseröhre und den Magenabschnitten von Vögeln, vor allem Gänsevögeln (Anseriformes) lebt.

### Lebenszyklus
Echinuria uncinata hat einen indirekten Lebenszyklus mit verschiedenen Krebstieren als Zwischenwirte. Die Eier werden von den adulten Würmern in den Endwirten produziert und mit dem Kot in Gewässer ausgeschieden. Im Wasser werden sie von Kleinkrebse wie Daphnien und anderen freischwimmenden Krebsen aufgenommen. In der Schale der Krebse entwickeln sich die Eier bei Wassertemperaturen von 17 bis 23 °C innerhalb von zwei Wochen zu infektiösen Larven und verbleiben dort. Die Wasservögel infizieren sich durch die Aufnahme der infizierten Zwischenwirte mit der Nahrung und im Magen-Darm-Trakt entwickeln sich die Larven wieder in adulte Würmer. Nach einer Präpatenz von etwa 34 Tagen legen diese erneut Eier.

### Wirtsspektrum

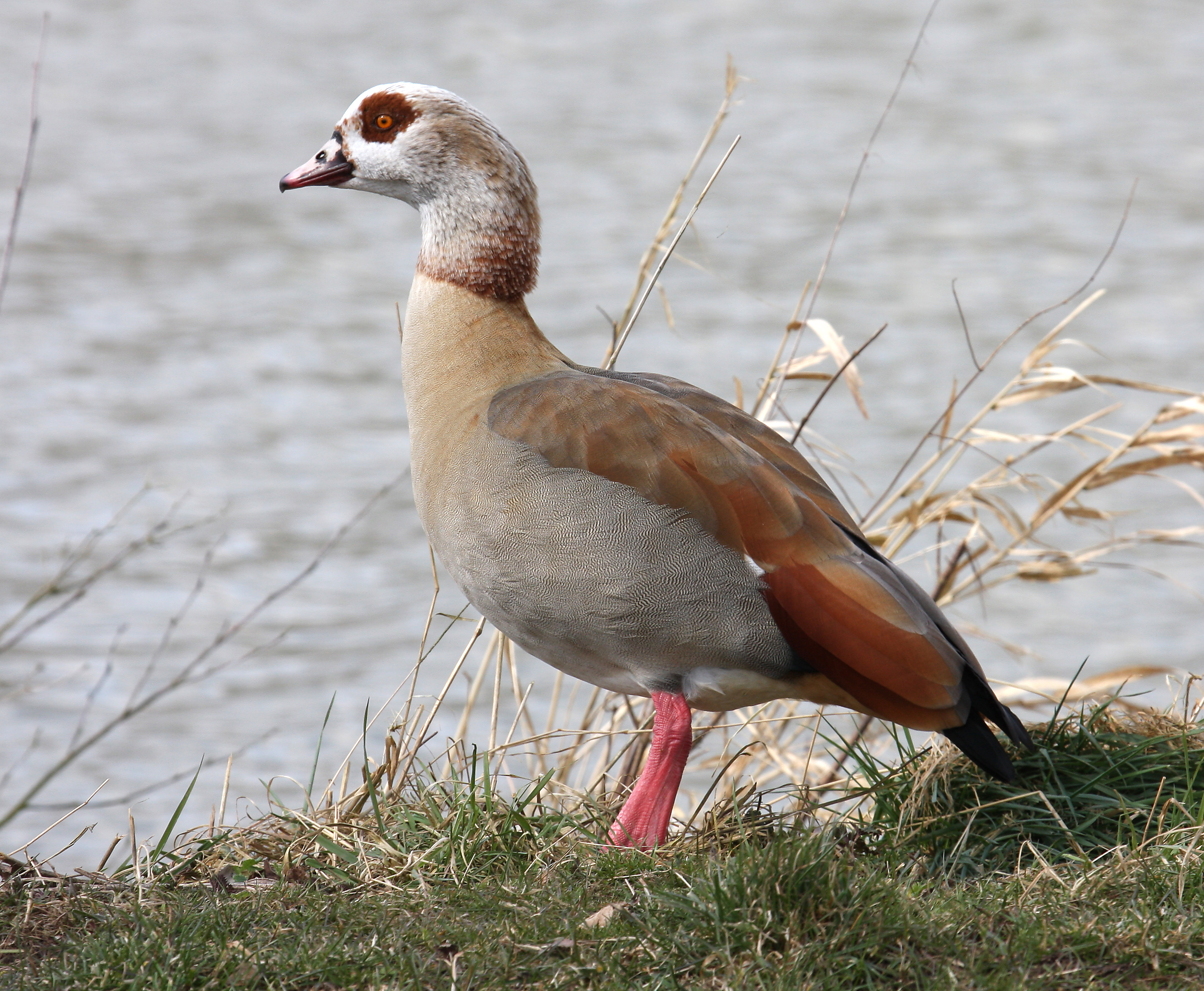
Zu den Wirtsarten von Echinuria uncinata gehören fast alle Gänsevögel, darunter auch die als Neozoon in Europa lebende Nilgans (Alopochen aegyptiaca).

Echinuria uncinata parasitiert vorwiegend in Gänsevögeln, wobei vor allem Enten und Gänse häufig betroffen sind. Nachgewiesen sind die Würmer vor allem in Beständen von Hausgänsen und -enten, zum Wirtspektrum gehören jedoch auch fast alle wildlebenden Entenvögel und andere Wasservögel. Untersuchungen und Nachweise in Europa gibt es vor allem unter Zootieren unter anderem an Stockenten (Anas platyrhynchos), Moschusenten (Cairina moschata), Graugänsen (Anser anser), Schwanengänsen (Anser cygnoides), Streifengänsen (Anser indicus), Ringelgans (Branta bernicla), Rothalsgänsen (Branta ruficollis), Brandgänsen (Tadorna tadorna), Nilgänsen (Alopochen aegyptiaca), Höckerschwänen (Cygnus olor), Schwarzhalsschwänen (Cygnus melancoryphus) und Höckerschwänen (Cygnus atratus).
Begünstigt wird die Infektion vor allem in Beständen, bei denen viele Vögel auf engem Raum leben, oder durch Trockenzeiten, bei denen in verbleibenden Wassertümpeln viele infizierte Zwischenwirte konzentriert werden.

## Erkrankung und Symptome
Die Infektion mit Echinuria uncinata, benannt als Echinuriose, führt in den betroffenen Organen der Vögel zu Knotenbildungen, die die Nahrungsaufnahme und das Abschlucken sowie den Weitertransport zum Darm deutlich erschweren und zudem Entzündungen verursachen können. Damit verbunden kommt es bei starkem Befall zu einer Mangelernährung der betroffenen Vögel, die zudem ein ausgeprägtes Durstgefühl aufweisen und den Schnabel offenhalten. In schweren Fällen kann die Infektion zum Tod durch Auszehrung führen.
Die Diagnose erfolgt durch den direkten Erregernachweis oder pathohistologische Befunde bei der Obduktion nach dem Tod.

## Systematik und Forschungsgeschichte
Echinuria uncinata ist eine von etwa 15 Arten, die der Gattung Echinuria zugeordnet werden, wobei sie als Pathogen als die relevanteste Art innerhalb der Gattung beschrieben wird. Sie wurde von dem schwedischen Botaniker und Zoologen Karl Asmund Rudolphi im Jahr 1819 als Spiroptera uncinata erstmals wissenschaftlich beschrieben und 1912 von Soloviev in die von ihm neu etablierte Gattung Echinuria eingeordnet. Weitere Synonyme sind Filaria uncinata Schneider, 1866, Dispharagus uncinatus (Rudolphi, 1819) Railliet, 1893, Acuaria (Hamannia) uncinata (Rudolphi, 1819) Stiles and Hassall, 1912 und Echinuria jugadornata Soloviev, 1912.
Otto Hamann erforschte zum Ende des 19. Jahrhunderts als erster den Lebenszyklus der Tiere und entdeckte dabei die Rolle der Daphnia-Arten als Zwischenwirt. Er beschrieb auch als erster die Echinuriose, die später weiter erforscht wurde.

## Wirtschaftliche und ökologische Bedeutung
Infektionen mit Echinuria uncinata haben in der Vergangenheit teilweise zu erheblichen wirtschaftlichen Verlusten in Entenbeständen geführt. Darüber hinaus kann der Parasit eine Bedrohung für gefährdete Wildvogelpopulationen darstellen, wie im Fall der Laysanente (Anas laysanensis) auf Hawaii, bei der es im November 1993 zu einer ungewöhnlich hohen Mortalitätsrate durch die Infektion mit diesem Fadenwurm kam. Hier wurden bei obduzierten Vögeln 50 bis fast 300 Fadenwürmer im Magen-Darm-Trakt gefunden.

## Belege
1. 1 2 3 4  Ramon A. Carreno: Dispharynx, Echinuria, and Streptocara. In: Carter T. Atkinson, Nancy J. Thomas, D. Bruce Hunter: Parasitic Diseases of Wild Birds. Wiley-Blackwell, Ames, Iowa, 2008; S. 326–342, hier S. 335–337. ISBN 978-0-8138-2081-1/2008.
2. ↑  Domenico Otranto, Richard Wall: Veterinary Parasitology. 5. Auflage. Wiley 2024, ISBN 978-1-394-17634-2, S. 77.
3. ↑  Fischer EF, Sabine Recht, Juan Vélez, Linda Rogge, Anja Taubert, Carlos R. Hermosilla: Occurrence of Gastrointestinal Parasites in Synanthropic Neozoan Egyptian Geese (Alopochen aegyptiaca, Linnaeus 1766) in Germany. Diversity 15(3), 2023; S. 388. doi:10.3390/d15030388.
4. ↑  Patricio D. Carrera-Játiva, Eric R. Morgan, Michelle Barrows, Gustavo Jiménez-Uzcátegui, Jorky Roosevelt, Armijos Tituaña: Free-ranging avifauna as a source of generalist parasites for captive birds in zoological settings: An overview of parasite records and potential for cross-transmission. Journal of Advanced Veterinary and Animal Research 7 (3), 2020; S. 482–500. doi:10.5455/javar.2020.g445.
5. ↑  Ingo Schwabe: Wildtierdiagnostik an den Untersuchungsämtern in Baden-Württemberg (Jahresrückblick 2014). CVUA Stuttgart, 2015; abgerufen am 25. Oktober 2024.
6. 1 2 3 4  Thierry M. Work, Carol U. Meteyer, Rebecca A. Cole: Mortality in Laysan Ducks (Anas laysanensis) by Emaciation Complicated by Echinuria uncinata on Laysan Island, Hawaii, 1993. Journal of Wildlife Diseases 40 (1), 2004; S. 110–114. doi:10.7589/0090-3558-40.1.110.